# إناء مركب
الإناء المركَّب هو نوع من واسطات الطاولة التي عادة ما تكون مصنوعة من الفضة ويمكن أن تكون مصنوعة من أي معدن أو زجاج أو بورسلين.
يحتوي الإناء المركب بشكل عام على "وعاء" أو سلة مركزية كبيرة تجلس على ارتفاع يتراوح من ثلاثة إلى خمسة أقدام. ومن هذا المركز "الوعاء" تشع فروع تدعم السلال الصغيرة أو الأطباق أو الشمعدانات.